# Kozłek lekarski
Kozłek lekarski (Valeriana officinalis) – gatunek zbiorowy obejmujący kilka do kilkunastu (lub kilkudziesięciu zależnie od autora) gatunków (podgatunków) o podobnym działaniu leczniczym. W naturze (bylina), jako uprawna dwuletnia. Występuje w całej Eurazji z wyjątkiem stref arktycznych i pustynnych. Uprawiany i dziczejący w Ameryce Północnej. W Polsce pospolity. Roślina wydziela słodki, miodowy zapach, będący dla kotów afrodyzjakiem.

## Morfologia

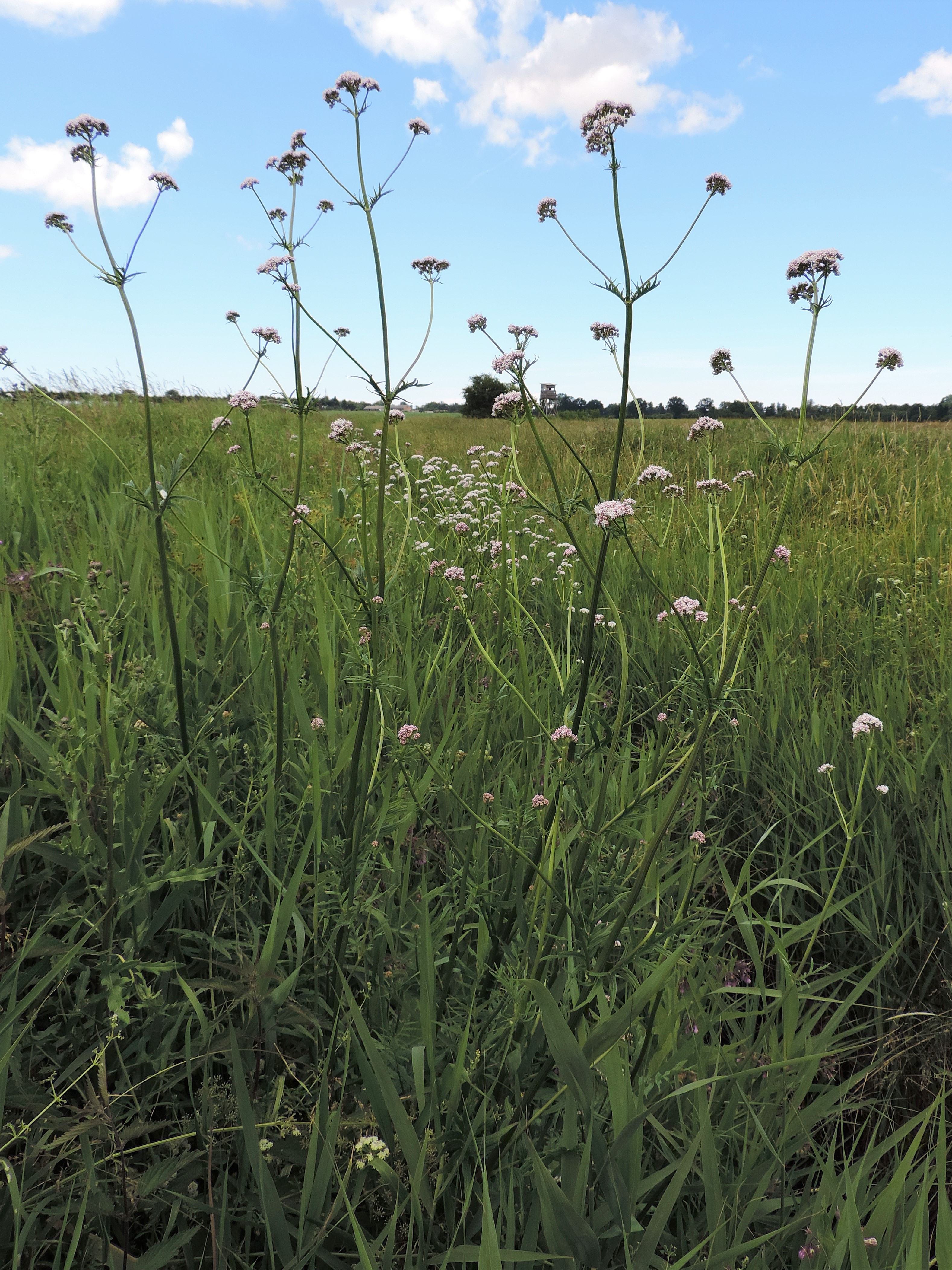
Pokrój

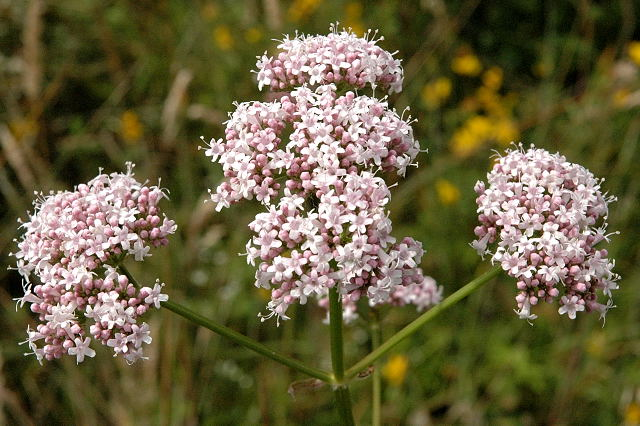
Kwiatostan

PokrójW pierwszym roku wytwarza przyziemną rozetę ogonkowych, nieparzystopierzastych liści. W drugim roku wytwarza masywną łodygę. Pod ziemią posiada krótkie kłącze. Zwykle nie wytwarza rozłogów.
ŁodygaWyrasta od 50 do 200 cm. Wewnątrz dęta, walcowata, na dole owłosiona, górą naga, głęboko bruzdkowana, nierozgałęziona lub słabo rozgałęziona w górnej części.
LiścieŁodygowe najczęściej naprzeciwległe, zebrane po trzy, cztery, czasem skrętoległe; dolne ogonkowe, górne siedzące. Są nieparzysto-pierzastosieczne z 6-15 parami listków. Na spodniej stronie przeważnie owłosione długimi włoskami.
KwiatyDrobne, pachnące, obupłciowe z przedprątnością, co zapewnia obcopylność. Zebrane są w baldachokształtne kwiatostany szczytowe lub kątowe. Kielich niewyraźny, przekształca się na owocach większości gatunków w puch. Korona zrosłopłatkowa, lejkowata, lekko asymetryczna z 5 odgiętym łatkami. Kolor zmienny, od białego przez róż do lila. Pręciki trzy, zrośnięte z rurką korony, słupek jeden, z długą szyjką zakończoną trójdzielnym znamieniem. Zalążnia trójkomorowa, ale zalążki rozwijają się tylko w jednej komorze (dwie zamierają).
OwocOrzeszek, podłużnie jajowaty, z trzema żeberkami na wypukłej stronie i jednym żeberkiem na stronie płaskiej. Kolor od beżowego do brunatnego. Na szczycie najczęściej 10 białawych lub kremowych włosków lotnych. MTN 0,4-0,6 g.

## Biologia i ekologia
Bylina, hemikryptofit. Kwitnie od czerwca do sierpnia. Siedlisko: brzegi wód, mokre łąki, torfowiska niskie, wilgotne lasy (głównie łęgi olszowe), czasami spotykany w formie skarlałej w miejscach suchych. W klasyfikacji zbiorowisk roślinnych gatunek charakterystyczny dla All. Filipendulion, Ass. Valeriano-Filipenduletum.

## Zastosowanie
- Roślina lecznicza. 
  - Surowiec zielarski: Korzenie Radix valerianae. Zawierają liczne biologicznie czynne substancje: estry kwasu izowalerianowego, kwas walerenowy, waleranon(inne języki), walerenal(inne języki) i inne.
  - Działanie: Kłącze i korzeń kozłka lekarskiego są stosowane w ziołolecznictwie w leczeniu zaburzeń neurowegetatywnych, jako łagodny środek uspokajający oraz ułatwiający zasypianie, jednakże nie ma wystarczających dowodów klinicznych, że jest on skuteczny w tym celu.[6][7] Gotowe preparaty farmaceutyczne mają postać kropli zawierających alkoholowy wyciąg z kłącza (krople walerianowe), tabletek, kapsułek. Preparaty te zwyczajowo nazywa się walerianą. Wchodzi także w skład mikstur o działaniu uspokajającym.
  - Sposób użycia i dawkowanie: Napar – 2-3 g surowca na filiżankę gorącej wody, dobowo – 10 g surowca od 1 do kilku razy w ciągu doby. Nalewka – 0,5-1 łyżeczka (1-5 ml płynu) od 1 do kilku razy w ciągu doby. Ekstrakt – ilość odpowiadająca 2-3 g surowca na dzień. Zewnętrznie (kąpiel) - 100 g surowca na 1 pełną kąpiel[8].
  - Zbiór i suszenie: Surowca nie pozyskuje się z siedlisk naturalnych, lecz wyłącznie z uprawy. Dzięki temu nie zmniejsza się jego liczebności, ponadto surowiec pozyskany z uprawy ma lepsze własności, więcej substancji czynnych[3].